# 鷹島汽船
鷹島汽船有限会社（たかしまきせん）は、長崎県松浦市に本社のある海運会社である。松浦市の島嶼と九州本土を連絡する定期航路を運航している。

## 概要
1965年（昭和40年）に当時の鷹島村で設立され、九州本土の今福港と飛島、鷹島を連絡する航路と、御厨港と青島、黒島、鷹島を連絡する航路を運営している。
当初は今福 - 殿ノ浦の一航路であったが、1969年（昭和44年）に伊万里 - 今福 - 阿翁と御厨 - 阿翁の航路を運航していた鷹島商船有限会社から事業譲渡を受け、焼玉機関の木造貨客船で運航されていた伊万里航路を廃止し、御厨 - 阿翁のフェリー航路を継承した。
2009年（平成21年）に鷹島肥前大橋が開通し、鷹島は佐賀県唐津市と陸路で結ばれたが、2024年現在、合併により同一市内となった松浦市中心部との連絡交通機関は、依然として鷹島汽船の航路のみとなっている。また、飛島、青島、黒島では唯一の公共交通機関である。
鷹島肥前大橋の開通後、輸送人員・車両航送とも減少し、減便のほか、今福航路ではフェリーから旅客船への切り替えが行われたが、これに伴い飛島発着の車両航送ができなくなり、御厨航路のフェリーを週一日寄港させる措置を取っている。

## 航路
- 今福 - 飛島 - 殿ノ浦（鷹島）（旅客船）

距離9.5km、所要時間25分
一日5往復、1月1日は全便休航
1966年8月5日フェリー就航、2016年4月旅客船に変更
- 御厨 - 青島 - 船唐津（鷹島） - 黒島 - 阿翁（鷹島）（フェリー）

距離23.5km、所要時間1時間15分
一日3往復。他に御厨 - 青島1往復、1月1日は全便休航
水曜日は飛島寄港の変則ダイヤとなり、航路が変更される
1969年8月1日フェリー就航

## 船舶

### 運航中の船舶

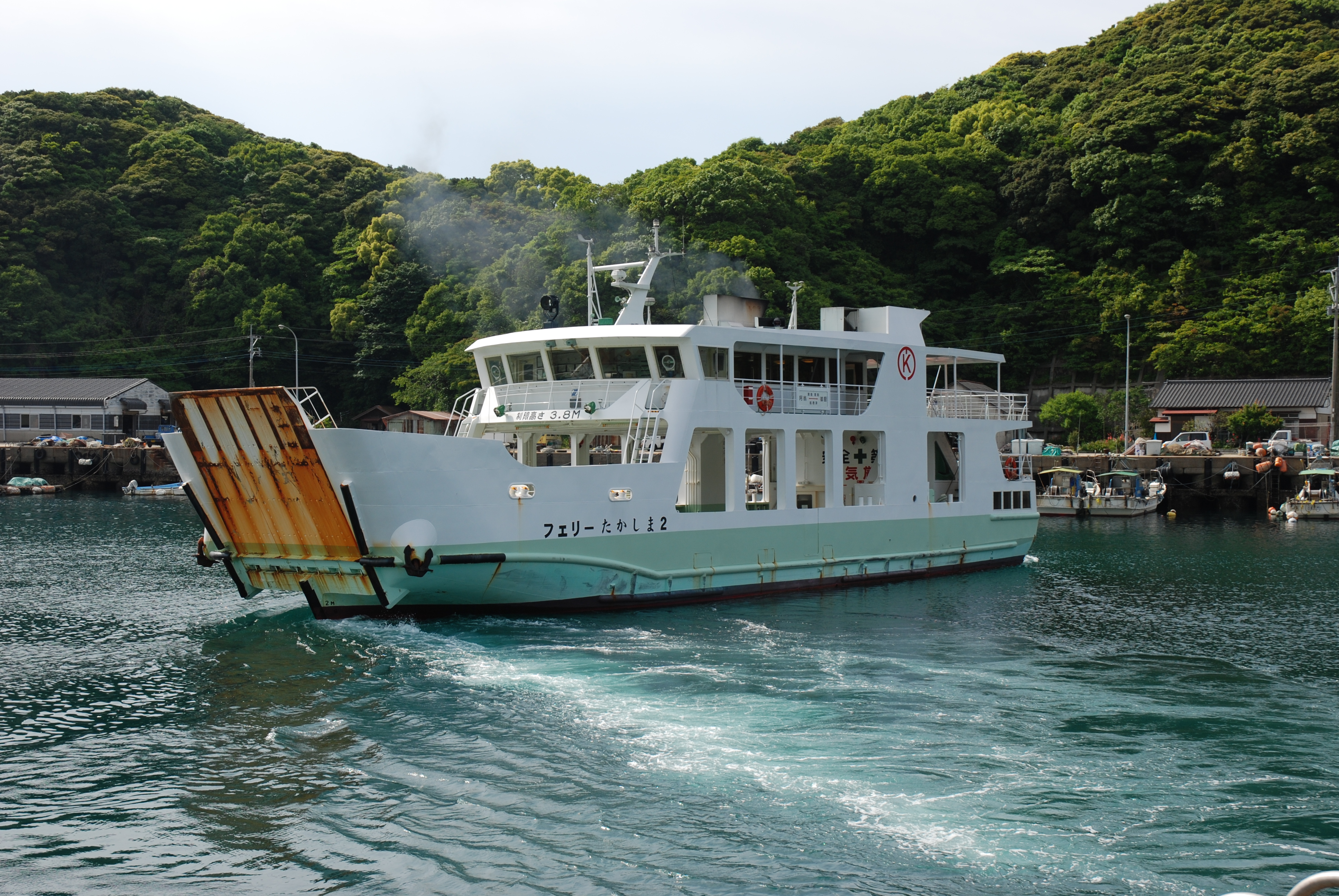
フェリーたかしま2 (阿翁港)

- フェリーたかしま2[4] (フェリー)

2002年10月1日就航。
162.00総トン、ディーゼル、機関出力1,200ps、航海速力12.00ノット、旅客定員96名、乗用車10台、トラック4台。
御厨航路に就航
- たかしま[5]（旅客船）

2016年4月就航。
60総トン、最大速力24ノット、旅客定員96名。
今福航路に就航

### 過去の船舶
すべてフェリーである。
- 第一たかしま丸[6]

1966年7月竣工、泉造船所建造。船舶整備公団共有
80.98総トン、全長20.00m、型幅6.20m、型深さ2.10m、ディーゼル1基、機関出力120ps、航海速力8.2ノット
旅客定員80名、2t積4台またはマイクロバス4台
- 第八たかしま丸[7]

1970年6月竣工、泉造船建造。船舶整備公団共有
114.33総トン、全長29.50m、型幅6.80m、型深さ2.60m、ディーゼル1基、機関出力360ps、航海速力10.0ノット
旅客定員96名
- フェリーたかしま[7] (初代)

1974年10月竣工、福本造船所建造。船舶整備公団共有
195.36総トン、全長33.64m、型幅8.40m、型深さ2.90m、ディーゼル1基、機関出力700ps、航海速力10.3ノット
旅客定員250名
引退後、フェリーいきつき（生月・舘浦漁業協同組合）に売船、「第八フェリーいきつき」に改名
- ニューたかしま[9]

1982年11月竣工、徳島造船建造
197.23総トン、全長37.23m、型幅9.00m、型深さ2.90m、ディーゼル1基、機関出力900ps、航海速力11.00ノット
旅客定員300名、10tトラック4台、乗用車2台
- フェリーたかしま[9] (2代)

1988年6月竣工、徳島造船建造、船舶整備公団共有
127総トン、全長30.44m、型幅7.90m、型深さ2.70m、ディーゼル1基、機関出力600ps、航海速力10.3ノット
旅客定員96名、4tトラック4台
- ニューたかしま2[9]

1992年6月竣工、向井造船所建造、船舶整備公団共有
356総トン、全長43.10m、型幅10.00m、型深さ2.94m、ディーゼル2基、機関出力1,700ps、航海速力12.2ノット
旅客定員300名、10tトラック4台、乗用車4台